# Tipulodina contigua
Tipulodina contigua är en tvåvingeart som först beskrevs av Enrico Adelelmo Brunetti 1918.  Tipulodina contigua ingår i släktet Tipulodina och familjen storharkrankar. Inga underarter finns listade i Catalogue of Life.